# Smash (Martin Solveig)
Smash è il quarto album in studio del disc jockey francese Martin Solveig, pubblicato il 24 giugno 2011 dell'etichetta discografica Mercury Records.

## Tracce
1. Hello (con Dragonette) – 4:42 (Martin Solveig, Martina Sorbara)
2. Ready 2 Go (feat. Kele Okereke) – 4:24 (Martin Solveig, Kele Okereke)
3. The Night Out – 4:43 (Martin Solveig)
4. Can't Stop (con Dragonette) – 3:37 (Martin Solveig, Martina Sorbara, Michael Tordjman)
5. Racer 21 – 3:10 (Michael Tordjman, Martin Solveig)
6. We Came to Smash (feat. Dev) – 3:23 (Martin Solveig, Dev, Julien Jabre)
7. Big in Japan (feat. Idoling!!!) (con Dragonette) – 4:18 (Martin Solveig, Martina Sorbara)
8. Get Away from You – 2:24 (Martin Solveig)
9. Boys & Girls (feat. Dragonette) – 3:44 (Martin Solveig)
10. Let's Not Play Games (feat. Sunday Girl) – 3:14 (Martin Solveig, Jade Williams, Julien Jabre)

Tracce aggiunte nell'edizione deluxe
1. Ready 2 Go (feat. Kele Okereke) (Arno Cost Remix) – 6:46 (Martin Solveig, Kele Okereke)
2. Hello (Sidney Samson Remix) (con Dragonette) – 5:18 (Martin Solveig, Martina Sorbara)
3. Ready 2 Go (feat. Kele Okereke) (Hardwell Remix) – 6:34 (Martin Solveig, Kele Okereke)
4. Hello (Michael Woods Remix) (con Dragonette) – 7:18 (Martin Solveig, Martina Sorbara)

## Formazione
- Dev – voce solista e cori in We Came to Smash
- Dragonette – voce solista e cori in Hello, Can't Stop, Big in Japan e Boys & Girls
- Jean-Baptiste Gaudray – chitarre
- Idoling!!! – voce solista e cori in Big in Japan
- Julien Jabre – strumenti, programmatore
- Kele Okereke – voce solista e cori in Ready 2 Go
- Martin Solveig – voce solista e cori in The Night Out, Get Away from You e Boys & Girls, strumenti, programmatore
- Sunday Girl – voce solista e cori in Let's Not Play Games
- Michaël Tordjman – strumenti, programmatore

## Classifiche
| Classifica (2011) | Posizione massima |
| ----------------- | ----------------- |
| Belgio (Vallonia) | 37                |
| Francia           | 18                |
| Germania          | 84                |
| Svizzera          | 77                |